# Näpi
Näpi är en ort i Estland. Den ligger i Sõmeru kommun och landskapet Lääne-Virumaa, i den centrala delen av landet, 90 km öster om huvudstaden Tallinn. Näpi ligger 76 meter över havet och antalet invånare är 404.
Terrängen runt Näpi är platt. Runt Näpi är det glesbefolkat, med 17 invånare per kvadratkilometer. Närmaste större samhälle är Rakvere, 3,3 km sydväst om Näpi. Omgivningarna runt Näpi är en mosaik av jordbruksmark och naturlig växtlighet.